# Lärande i förskolan
Lärande i förskolan handlar om att skapa möjligheter till lärande för barn i åldrarna 1–6 år som ännu inte börjat i skolan. Det är upp till  den enskilda förskolan och pedagogerna att välja vilken pedagogik och vilka strategier de använder för att främja lärandet mot strävansmålen i läroplanen för förskolan (lpfö) - att skapa möjligheter för lärande. Hur barn tolkar och förstår något är beroende av de erfarenheter just det barnet är bärare av och hur det sätts i relation till nya möjligheter att erfara omvärlden. Det är pedagogens uppgift att utgå från barnets intresse och samtidigt medvetet rikta barnets lärande mot de mål verksamheten har. Verksamheten i förskolan ska bidra till att barnen utvecklar en förståelse för sig själva och sin omvärld, utforskande, nyfikenhet och lust att lära ska utgöra grunden för förskolans verksamhet. Verksamheten ska utgå från barnens erfarenheter, intressen, behov och åsikter, flödet av barnens tankar och idéer som ska tas till vara för att skapa mångfald i lärandet. Den viktigaste källan till utveckling är tillgången till interaktioner med andra människor. Lev Vygotskij är en av de första vars teorier grundar sig i ett sociokulturellt perspektiv på lärande, att interaktioner och samspel, lärande och utveckling är socialt betingat det vill säga - vi lär tillsammans. Lärande sker på många olika sätt och i olika sammanhang, för att fånga och synliggöra barnens lärprocesser är pedagogisk dokumentation ett viktigt verktyg. Pedagogernas förhållningssätt och deras relation till barnen är också viktig. Hur pedagogerna förstår begreppen, barns perspektiv respektive barnperspektiv avgör hur de bemöter barnen och detta kan såväl begränsa som berika möjligheterna för lärande.

## Pedagogens betydelse
Pedagogens betydelse för lärandet står beskrivet i såväl  lpfö som i Skolinspektionens rapport 2012. Barn lär interaktivt, det vill säga, tillsammans med andra, därför är det viktigt att förskolan baserar lärandet på samspel mellan barn och pedagoger samt på att barn lär av varandra. Detta stämmer också väl med forskning och rapporter från andra länder  som har visat att satsning på  vad vi kallar traditionell undervisning i tidiga år inte gett bättre resultat.

### Relationer och atmosfär
En viktig ingrediens för lärande är pedagogens relationer med barnen, pedagogens möjlighet att skapa en miljö, en atmosfär som gynnar lärande. Atmosfären kan förstås på olika sätt, t.ex. som gemensamma och återkommande drag av attityder, förhållningssätt och engagemang eller som närvaro i barns livsvärldar, och vuxnas samspel med barnen.En undersökning  i 30 grupper, där främst förhållningssätt till barnen har studerats, har identifierat tre grupper.
- varm, öppen, tillåtande och samspelande atmosfär.
- instabil atmosfär
- distanserad och kontrollerande atmosfär.

Det som skiljer dem åt är hur engagerade och närvarande pedagogerna är i barnens världar och  pedagogernas behov av makt/kontroll. Atmosfär skapas och kommuniceras mellan deltagarna, atmosfär är något som upplevs. Vi känner lätt igen god atmosfär men har svårt att beskriva vad det är. Johansson beskriver det som en plats där  acceptans, uppmuntran, interaktivitet och närvaro i barns världar är en självklarhet och pedagogerna utgår från att barns göranden är meningsfulla och viktiga för deras lek och lärande. Barnen tillåts att utnyttja material inte bara utifrån dess meningspotential utan även utifrån dess affordance i stället för att fokusera på eventuella gränsöverskridande är pedagogerna noga med att ta reda på och stödja barnens avsikter.

### Barnsyn och pedagogiska strategier
Vilken barnsyn pedagogen har och vilka pedagogiska strategier de använder sig av är två andra viktiga inslag när möjligheter till lärande ska skapas. Här ses skillnader mellan att ta del av barns tankar och kunskaper och att använda sig av barnens tankar och kunskaper. Förståelsen av att ta ett barnperspektiv kan delas i tre grupper, de som:
- lyssnar på barnen och bekräftar deras nyfikenhet och svarar på frågor
- tar reda på hur barnen uppfattar och resonerar kring saker och ting och bygger vidare på denna kunskap
- försöker dessutom identifiera vilka kritiska aspekter barnen behöver få syn på för att förstå det de ska lära sig något om

I alla grupperna förekommer lärande men i de två sista grupperna är förutsättningarna bättre. I stort sett all förskoleverksamhet utgår från ett barnperspektiv, en barncentrering där barns intressen är viktiga för verksamheten, men inom forskning skiljer man på barnperspektiv dvs. hur vuxna/pedagoger försöker förstå barnens perspektiv och deras behov och barns perspektiv, där barnens egna tankar, och ord kommer fram och tas tillvara, används för analys och reflektion av både barn och pedagoger. Pedagogernas strategier för att utveckla barns kunnande kring lärandeobjekt kan vara - att få barn att tala och reflektera – att ta vara på mångfalden av barns idéer och – att skapa och fånga situationer. Pedagogerna tar vara på det som Vygotskij kallar den närmaste utvecklingszonen där barn med stöd av en vuxen eller mer kunnig kamrat kan klara situationer av skilda slag som överstiger barnets aktuella nivå. Enligt forskning t.ex. "Eager to learn"  finns det inte en pedagogik som är överlägsen alla andra.

## Dokumentationens betydelse
I lpfö står att förskolläraren ska ansvara för att dokumentation, uppföljning, utvärdering och analys  omfattar hur förskolan tillgodoser barnens möjligheter att utvecklas och lära, hur barns förmågor och kunnande kontinuerligt förändras och hur läroplansmålen integreras med varandra i det pedagogiska arbetet. Skillnaden mellan vad en pedagog tror att hen lär ut och vad barnet lärde sig vid samma tillfälle kan vara helt olika något de flesta pedagoger har erfarenhet av.  Ett sätt att undvika detta är att använda sig av pedagogisk dokumentation för att synliggöra vilka lärprocesser som pågår.
Pedagogisk dokumentation gör barnen delaktiga, synliggör lärandet för barn, pedagoger, föräldrar. Pedagogisk dokumentation kan ses som en motor i det komplexa uppdraget att dokumentera, följa upp och utveckla verksamheten i förskolan. Dokumentationen är också viktig för att ge pedagogen möjlighet att skapa lärandetillfällen/didaktisk design. Det är genom olika sorters dokumentation pedagogen tar reda på dels var gruppens men även individernas lärande befinner sig, vilka intressen de ger uttryck för. Med detta underlag kan pedagogen förändra i miljön, tillföra rätt material för att utmana barnen och skapa möjligheter till lärande för barnen antingen på egen hand, tillsammans med kamrater eller tillsammans med pedagogerna. När vi ser dokumentationen i det här perspektivet är den ett nödvändigt redskap för pedagogerna när de designar för/ skapar möjligheter till lärande. Det kan handla om att förändra miljön eller att närmare undersöka ett vardagligt fenomen, det unika i förskolan är att följa barnens intressen och utnyttja dem för att rikta intresse mot ett visst lärandeobjekt. Dokumentationen gör det möjligt för pedagogen att identifiera vilka kritiska aspekter barnen behöver förstå för att komma vidare i sitt meningsskapande, information transformeras och nya kunskapsrepresentationer skapas, meningsskapande och lärande ses som två sidor av samma aktivitet.

## Goda möjligheter till lärande
Skapas i förskolor där  barnen har inflytande och delaktighet i både ord och handling, där barnen mötts med respekt och blir tagna på allvar. Olika tankar och åsikter, rätten till en egen åsikt men också andras rätt till sin åsikt bejakas. Mångfalden av barnens tankar och åsikter tas till vara, man lär av och tillsammans med varandra. Pedagogerna har viljan att bryta ner strukturer, rutiner, och reflekterar kring vardagens förgivettaganden för att verksamheten ska utvecklas till en demokratisk förskola, där alla respekteras utifrån sina förutsättningar. Hög kvalité karakteriseras också av flexibla lösningar, barns förhandlingsmöjlighet och delaktighet, tillåtande atmosfär som präglas av samspel, kommunikation och utmaningar. I den förskolan finns god atmosfär, pedagoger som är närvarande i barnens värld och med hjälp av barnperspektivet gör sitt bästa för att förstå och synliggöra barnens perspektiv. De använder utvecklingspedagogiska strategier och pedagogisk dokumentation för att utveckla verksamheten.  Mårdsjö Olsson anger fyra avgörande punkter för att skapa goda förutsättningar till lärande varav pedagogen och dokumentationen är två väsentliga hörnstenar för att erbjuda goda möjligheter till lärande. Egentligen kan vi säga att pedagogen är viktigast för det är pedagogen som skapar en god atmosfär, genom sina relationer till barnen, den barnsyn de har och de strategier de använder. Med hjälp av redskapet pedagogisk dokumentation ser pedagogen barnens lärmönster och kan med utgångspunkt från detta erbjuda planerade eller fånga spontana lärandesituationer som utmanar barnen, bjuda in dem att ta ett steg till in i sin närmsta utvecklingszon. En förutsättning för att pedagogen ska kunna göra detta är att pedagogen har kunskaperna som erfordras både när det gäller pedagogiska strategier, sätt att dokumenterar, hur dokumentationen görs pedagogisk och ämneskunskaperna. Synen på barns lärande och förskolans roll har förändrats och de som arbetar i förskolan behöver få möjlighet att fördjupa sina kunskaper så att de kan använda sig av de strategier som visat sig vara framgångsrika. I skolinspektionens rapport står också att OECD:s rapport 2012 visat  att hög kompetens hos personalen har starkt samband med läranderesultat hos barnen.